# Sissi (série télévisée)
Pour les articles homonymes, voir Sissi.
Production
Diffusion
Sissi (Sisi) est une série télévisée en collaboration de l’Autriche et l’Allemagne en trois saisons de six épisodes de 45 minutes, créée par Sven Bohse, un réalisateur et scénariste allemand. La première saison a été diffusée entre le 28 et le 30 décembre 2021 sur la chaîne allemande RTL et sur la chaîne autrichienne ORF 1.
Il s'agit de la vie politique avec des faits historiques d’Élisabeth Amélie Eugénie de Bavière, dite « Sissi » ou « Sisi » comme elle a signé parfois, impératrice d'Autriche de 1854 à sa mort assassinée le 10 septembre 1898 à Genève.
La série est sélectionnée hors compétition et projetée en avant-première mondiale, le 11 octobre 2021, au festival de Canneseries,.
La saison 2 qui est composée également de six épisodes, a été publiée sur la plateforme de streaming Salto le 19 décembre 2022 et le 27 décembre sur Plug RTL pour la Belgique francophone, mais la diffusion sur TF1 n'a pas eu lieu. La saison 2 est diffusée ultérieurement dès le 26 décembre 2023 sur W9 à la suite de la rediffusion de la première saison.
Au Canada, la première saison a été diffusée entre le 26 novembre et le 17 décembre 2022 sur la chaîne Radio Canada ICI-Télévision.
En février 2023, la troisième saison composée de six épisodes a été confirmée. En France, elle est diffusée depuis le 9 janvier 2024 sur W9.
Le 25 janvier 2024, une quatrième saison est confirmée. Elle sort en Allemagne sur RTL+ en décembre 2024. 

## Synopsis
Dans l'Autriche du XIXe siècle, Élisabeth de Wittelsbach (surnommée « Sissi »), jeune femme de bonne famille mais au caractère bien trempé, voit sa vie changer lorsqu'elle épouse l'empereur François-Joseph Ier. Elle doit dès lors assumer son destin impérial sous l'œil inquisiteur de son austère belle-mère, l'archiduchesse Sophie, alors que l'Autriche subit une cuisante défaite face à la France de Napoléon III. Refusant régulièrement de se plier aux usages de la monarchie, Sissi peine à se forger une place au sein de la cour.

## Distribution

### Acteurs principaux
- Dominique Devenport (VF : Marion Péronnet) : Élisabeth en Bavière (dite « Sissi »)
- Jannik Schümann (VF : Benjamin Jungers) : François-Joseph Ier
- Arian Wegener (VF : Aurore Saint Martin) : Rodolphe d'Autriche (depuis la saison 3)
- David Korbmann (VF : Valentin Merlet) : le comte Grünne
- Désirée Nosbusch (VF : Sylvia Bergé) : l'archiduchesse Sophie
- Tanja Schleiff (VF : Odile Cohen) : la comtesse Esterházy
- Marcus Grüsser (VF : Patrick Bonnel) : Maximilien en Bavière

### Acteurs secondaires
- Julia Stemberger (VF : Evelyne Grandjean) : Ludovica de Bavière (saison 1)
- Pauline Rénevier (VF : Rosa Bursztein) : Hélène en Bavière (saison 1)
- Paula Kober (VF : Bérénice Bala) : Fanny, la prostituée (saison 1)
- Yasmani Stambader (VF : Benard Olivier) : Béla (saison 1)
- Giovanni Funiati (VF : Mario Bastelica) : le comte Andrássy (saison 1)
- Pauline Werner (VF : Juliette Lamboley) : Walli (saison 3)
- Max Hubacher (VF : Anatole de Bodinat) : Gustav (saison 3)
- Deniz Orta (VF : Flora Brunier) : Alma	(saison 3)
- Jakob Gessner (VF : Thomas Espinera) : Albert, leader du mouvement ouvrier (saison 3)
- Walter Sachers : Johann, le père d'Albert et Gustav (saison 3)
- Rick Okon : Louis, le frère de Sissi (saison 4)

## Production

### Tournage

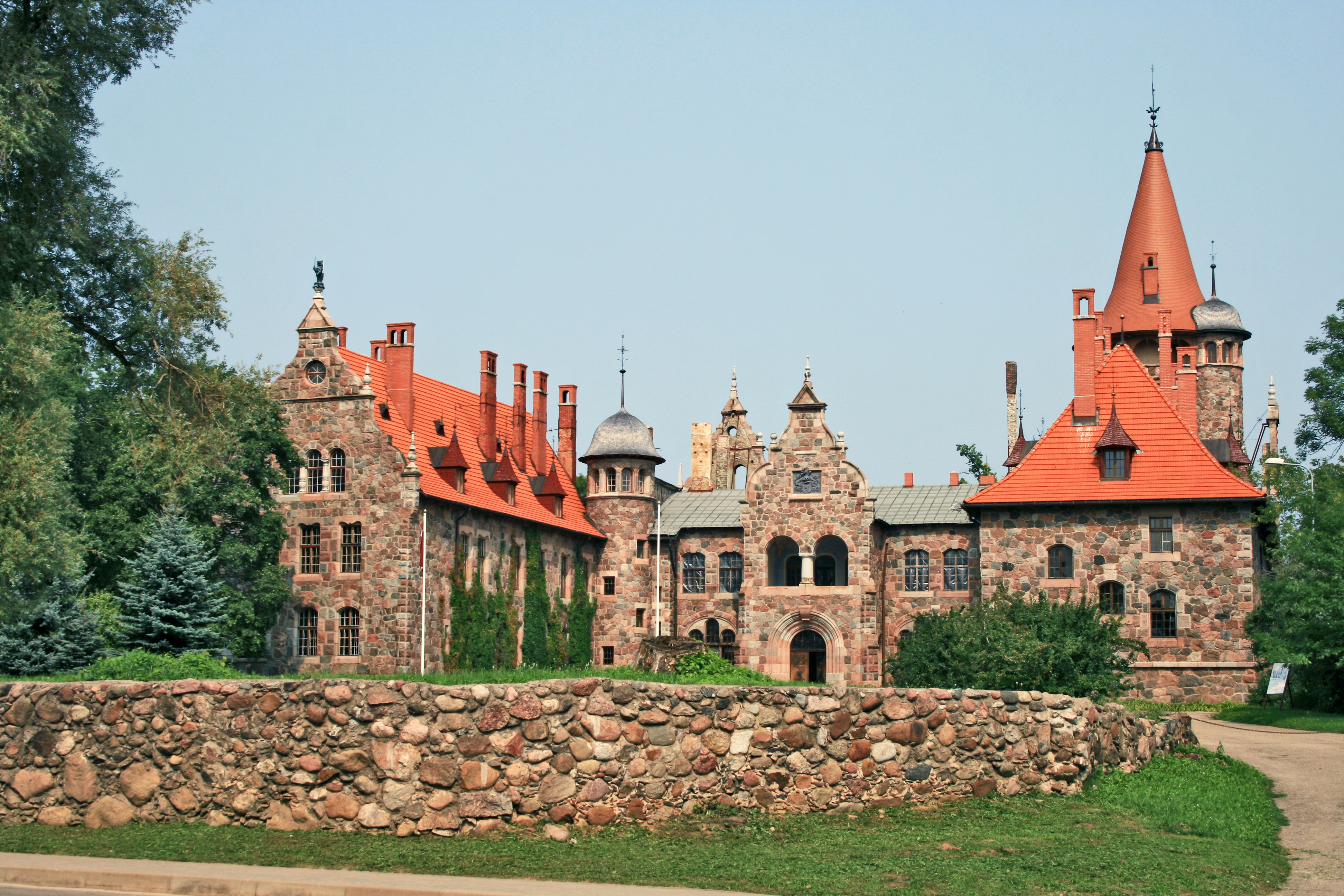
Le château de Cesvaine.

Le tournage a lieu, entre le 22 avril et le 14 août 2021, en Lettonie, en Lituanie, en Estonie, en Autriche, en Hongrie, en Bavière en Allemagne et au Piémont en Italie,.
Les scènes se déroulant à Vienne sont tournées à Vilnius et à Riga, pour des raisons économiques,,. La Philharmonie nationale de Lituanie (de) et l'université de Vilnius servent de décors extérieurs et intérieurs pour la Hofburg à Vienne, tandis que la résidence de Würzburg est utilisée pour 8 millions d'euros, comme le Berchtesgadener Land. Le château de Rundale et le château de Cesvaine, en Lettonie, sont également utilisés,.

### Fiche technique
Sauf indication contraire, les informations mentionnées dans cette section peuvent être confirmées par la base de données cinématographiques IMDb,  présente dans la section « Liens externes ».
- Titre original : Sisi
- Titre français : Sissi
- Création et réalisation : Sven Bohse
- Scénario : Andreas Gutzeit, Elena Hell et Robert Krause
- Casting : Franziska Aigner
- Musique : Jessica de Rooij
- Décors : Algirdas Garbaciauskas et Manuela Ulrich
- Costumes : Metin Misdik
- Photographie : Michael Schreitel
- Son : Ralf Herrmann et Matthias Rupp
- Montage : Ronny Mattas
- Production : Susan Dwier, Jens Freels et Andreas Gutzeit
- Production exécutive : Ferdinand Dohna et Sylke Poensgen
- Sociétés de production : Story House Productions ; Beta Film GmbH (production associée)
- Société de distribution : Beta Film GmbHs
- Pays de production :  Allemagne et  Autriche
- Langue originale : allemand
- Format : couleur
- Genre : drame historique
- Durée : 45 minutes
- Dates de premières diffusions :
  - France :  11 octobre 2021 (Canneseries)[3] ; 23 décembre 2021 sur TF1
  - Allemagne : 12 décembre 2021 sur RTL+[16] ; 28 décembre 2021 sur RTL[1]
  - Autriche : 28 décembre 2021 sur ORF 1[1]

## Accueil
Lors de sa première diffusion en France, Sissi réunit 3 046 000 téléspectateurs, soit 14,1 % de PDA. La mini-série soulève des critiques de la part de certains internautes,,.